# Bavois
Bavois ist eine politische Gemeinde im Distrikt Jura-Nord vaudois des Kantons Waadt in der Schweiz.

## Geographie
Bavois liegt auf 447 m ü. M., 5 km südsüdöstlich des Ortes Orbe und 12 km südwestlich der Bezirkshauptstadt Yverdon-les-Bains (Luftlinie). Das Dorf erstreckt sich am Südostrand der Orbeebene, im Waadtländer Mittelland.
Die Fläche des 9,3 km² grossen Gemeindegebiets umfasst einen Abschnitt des Waadtländer Mittellandes. Der westliche Gemeindeteil wird von der landwirtschaftlich intensiv genutzten südlichen Orbeebene eingenommen. Ein Überrest des einstmals grossen Sumpfgebietes ist das Marais des Puits, die alten Torfgruben, in denen um 1920 mit Decauville-Torfbahnen Torf abgebaut wurde, stehen unter Naturschutz. Die westliche Grenze bildet der Entrerocheskanal. Nach Osten erstreckt sich der Gemeindeboden über den Hang von Bavois auf die nördlichen Ausläufer der Hochfläche des Gros de Vaud und bis in das tief in die Molasseschichten eingeschnittene Tal des Flusses Talent. Der höchste Punkt von Bavois wird mit 603 m ü. M. auf der Höhe Maladaire südlich des Weilers Le Coudray erreicht. Im äussersten Süden reicht das Gebiet bis an den Bach Cristallin und in den Wald Tioleire, der zum östlichen Teil des Mormont gehört. Von der Gemeindefläche entfielen 1997 8 % auf Siedlungen, 16 % auf Wald und Gehölze, 75 % auf Landwirtschaft und etwas weniger als 1 % war unproduktives Land.
Zu Bavois gehören die Weiler Les Bordes (513 m ü. M.) auf dem Schlosshügel oberhalb des Dorfes und Le Coudray (593 m ü. M.) auf der Hochfläche des Gros de Vaud sowie einige Einzelhöfe. Nachbargemeinden von Bavois sind Arnex-sur-Orbe, Chavornay, Penthéréaz, Goumoëns, Oulens-sous-Echallens, Eclépens, Orny und Pompaples.

## Bevölkerung
Mit 1037 Einwohnern (Stand 31. Dezember 2023) gehört Bavois zu den kleineren Gemeinden des Kantons Waadt. Von den Bewohnern sind 93,0 % französischsprachig, 4,3 % deutschsprachig und 1,4 % portugiesischsprachig (Stand 2000). Die Bevölkerungszahl von Bavois belief sich 1850 auf 492 Einwohner, 1900 auf 566 Einwohner. Nachdem die Bevölkerung bis 1970 auf 407 Einwohner abgenommen hatte, wurde zunächst eine langsame, seit 1990 (496 Einwohner) eine deutlich verstärkte Bevölkerungszunahme registriert.

## Wirtschaft
Bavois war bis in die zweite Hälfte des 20. Jahrhunderts ein vorwiegend durch die Landwirtschaft geprägtes Dorf. Noch heute haben der Ackerbau und der Obstbau eine wichtige Bedeutung in der Erwerbsstruktur der Bevölkerung. Weitere Arbeitsplätze sind im lokalen Kleingewerbe und vor allem im Dienstleistungssektor vorhanden. Es gibt Betriebe in den Bereichen Gartenbau und Baugewerbe. Wichtigster Arbeitgeber ist aber die auf dem Gemeindegebiet liegende Raststätte Bavois an der Autobahn A1. In den letzten Jahrzehnten hat sich das Dorf zu einer Wohngemeinde entwickelt. Viele Erwerbstätige sind deshalb Wegpendler, die im Raum Yverdon-les-Bains und im Grossraum Lausanne arbeiten.

## Torfstich
Im und nach dem Ersten Weltkrieg setzte die S.A. de Laminoirs et Cablerie Cossonay zwei umfangreiche Decauville-Torfbahnen mit den Spurweiten 500 und 600 mm im Marais des Puits bei Bavois in der Orbe-Ebene im schweizerischen Kanton Waadt ein.

## Verkehr
Die Gemeinde ist verkehrstechnisch gut erschlossen. Sie liegt an der Hauptstrasse von Lausanne nach Orbe. Der Autobahnanschluss Chavornay an der 1981 eröffneten A1 (Lausanne-Yverdon) ist rund 3 km vom Ortskern entfernt. Am 7. Mai 1855 wurde der Abschnitt Yverdon - Bussigny-près-Lausanne der Eisenbahnlinie Neuenburg - Lausanne mit einem Bahnhof in Bavois eingeweiht.

## Geschichte
Bavois kann auf eine sehr lange Siedlungstradition zurückblicken. Die frühesten Funde von Siedlungsspuren datieren auf die Zeit um 2400 vor Christus (Glockenbecherkultur). Weitere Funde sind aus der Bronze- und der Römerzeit bekannt. Aus dem Frühmittelalter stammen einige Gräber.
Die erste urkundliche Erwähnung des Ortes erfolgte 1182 unter dem Namen Baioes. Später erschienen die Bezeichnungen Baoies (1200), Baioies (1213), Bavoes (1225), Bayoies (1270), Bayoyes (1275), Bayoes (1359) und Bavoy (1536).
Bavois war seit dem 12. Jahrhundert Sitz der aus Frankreich stammenden Herren von Joux. 1263 erhielten sie Bavois von den Savoyern als Lehnsherrschaft zurück. In der Zeit von 1317 bis 1358 unterstand das Dorf der direkten Herrschaft von Savoyen. Im späten 14. Jahrhundert wurde der Marktflecken Bavois als Gegengewicht zur Stadt Orbe gegründet. Der Ort konnte sich aber nie recht entwickeln und war bereits kurz nach 1400 wieder im Verfall begriffen.
Mit der Eroberung der Waadt durch Bern im Jahr 1536 kam Bavois zur Landvogtei Yverdon. Nach dem Zusammenbruch des Ancien Régime gehörte das Dorf von 1798 bis 1803 während der Helvetik zum Kanton Léman, der anschliessend mit der Inkraftsetzung der Mediationsverfassung im Kanton Waadt aufging. Es wurde 1798 dem Bezirk Orbe zugeteilt.

## Sehenswürdigkeiten
Die reformierte Pfarrkirche Saint-Léger weist Bauteile aus der romanischen und der gotischen Epoche auf. Als Besonderheit besitzt die Kirche einen zentralen Glockenturm. Im Innern sind Wandmalereien aus dem 14. Jahrhundert erhalten, eine Seitenkapelle stammt aus dem 15. Jahrhundert.
Von den einstmals zwei Schlössern von Bavois steht heute nur noch das Château-dessus auf einem Vorsprung über dem Dorf; das im Dorf gelegene Château-dessous wurde während des Aufstandes der Bourla-Papeys (1802) zerstört. Das Château-dessus stammt in seinem Ursprung aus dem Mittelalter und besitzt einen Rundturm. Weil der Schlossherr Bürger von Bern war, wurde das Schloss während der Burgunderkriege nicht in Mitleidenschaft gezogen. Nach den Plünderungen durch die Bourla-Papeys wurde das Gebäude im Lauf des 19. Jahrhunderts einer umfassenden Restauration unterzogen. Heute ist es in Privatbesitz. Im Ortskern von Bavois sind einige charakteristische Bauernhäuser aus dem 17. bis 19. Jahrhundert erhalten.

## Kultur
In der Schweiz etwas bekannt wurde der Ort durch seinen Fussballclub FC Bavois, der in der dritthöchsten Spielklasse spielt.